# Abatia mexicana
Abatia mexicana là một loài thực vật có hoa trong họ Liễu. Loài này được Baill. mô tả khoa học đầu tiên.